# Barton (Ohio)
Pour les articles homonymes, voir Barton.
Barton est une unincorporated community (ou Census-designated place) dans l'État de l'Ohio, aux États-Unis, située dans le sud du township de Colerain (en), dans le comté de Belmont.
La localité est située au bord de la Wheeling Creek (en).